# Pine Mountain Club
Pine Mountain Club es un lugar designado por el censo ubicado en el condado de Kern en el estado estadounidense de California. En el año 2000 tenía una población de 1,600 habitantes y una densidad poblacional de 36.4 personas por km².

## Geografía
Pine Mountain Club se encuentra ubicado en las coordenadas 34°50′N 119°9′O / 34.833, -119.150. Según la Oficina del Censo, la localidad tiene un área total de 43,9 km² (16,9 mi²), de la cual 43,9 km² (16,9 mi²) es tierra y 0 km² (0 mi²) (0%) es agua.

## Demografía
Según la Oficina del Censo en 2000 los ingresos medios por hogar en la localidad eran de $48,000, y los ingresos medios por familia eran $49,875. Los hombres tenían unos ingresos medios de $53,750 frente a los $21,250 para las mujeres. La renta per cápita para la localidad era de $23,602. Nadie de la población estaba por debajo del umbral de pobreza.